# Schongau (Bavière)
Pour les articles homonymes, voir Schongau.
Schongau est une ville d'Allemagne, en Haute-Bavière dans l'arrondissement de Weilheim-Schongau, sur la Route romantique. Elle se trouve sur la rive occidentale du Lech dans le Pfaffenwinkel. La vieille ville abrite de nombreux bâtiments historiques. Schongau est la ville la plus à l'ouest de Haute-Bavière, le Lech marquant la séparation avec la Souabe. On y parle un dialecte intermédiaire entre le bavarois et le souabe.
Schongau occupe une situation touristique intéressante sur la Route romantique entre Augsbourg et Füssen, non loin de l'église de Wies et des châteaux royaux de Louis II de Bavière.

## Géographie

### Villes voisines
Peiting, sur la rive est du Lech est tout proche. Weilheim in Oberbayern se trouve à 25 km environ, de même que Landsberg am Lech et Marktoberdorf, dans l'Ostallgäu. Plus proches, les villages de Hohenfurch, Kinsau, Apfeldorf et Schwabniederhofen, et à l'ouest Altenstadt, Schwabsoien, Sachsenried et Ingenried.

## Histoire
Schongau se trouve à proximité de la chaussée romaine "Via Claudia Augusta" à qui elle doit son origine antique, vers 47 avant notre ère. Au Moyen Âge, elle était une étape importante et un marché sur la route Vérone - Augsbourg - Nuremberg et sur la route de sel entre Berchtesgaden et l'Allgäu. Au XIIe siècle, Schongau appartient aux Guelfes. En 1268 la région passe sous la domination des Wittelsbach.
La découverte de l'Amérique entraîne un déplacement des centres commerciaux et la ville s'appauvrit de plus en plus au point que des bâtiments importants s'écroulent, le château par exemple. Après la deuxième guerre mondiale, la ville et la périphérie ont retrouvé une certaine prospérité avec un taux de chômage actuellement relativement faible.

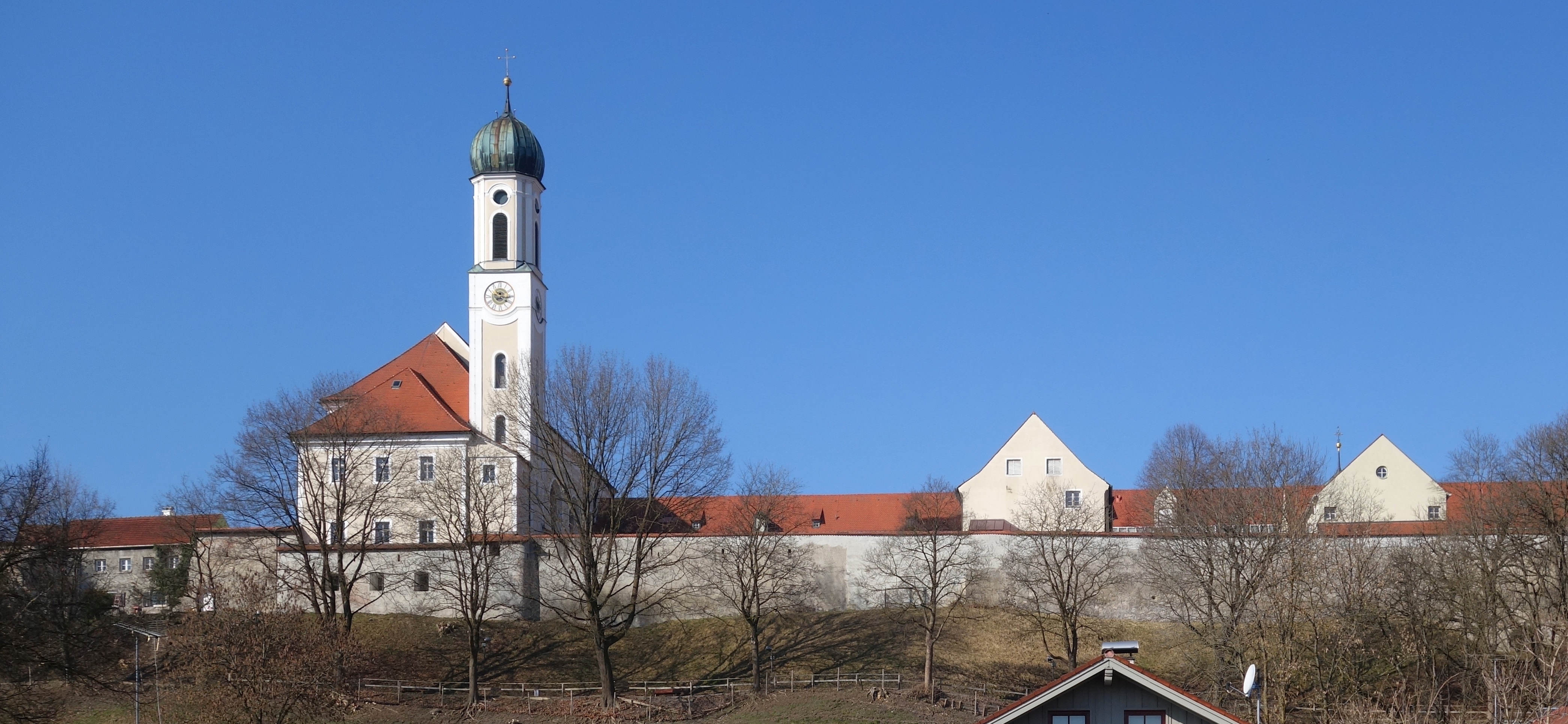
remparts
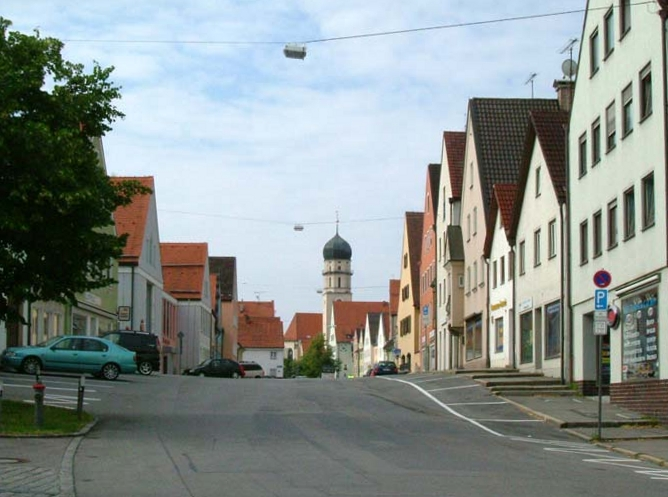
Münzstraße (vieux quartiers)
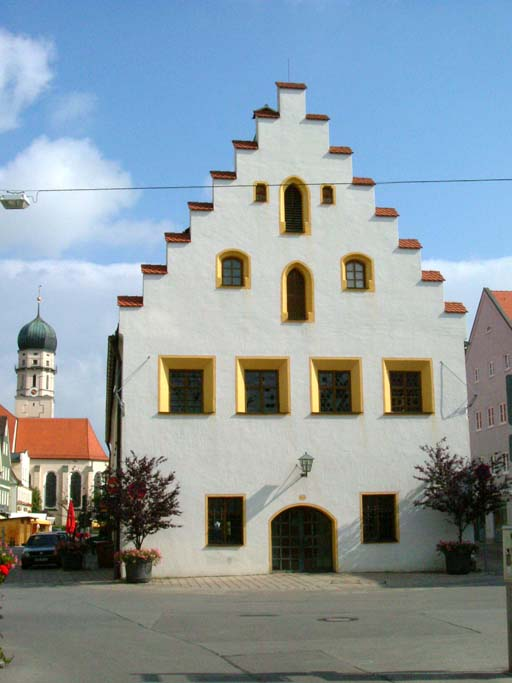
hôtel de ville
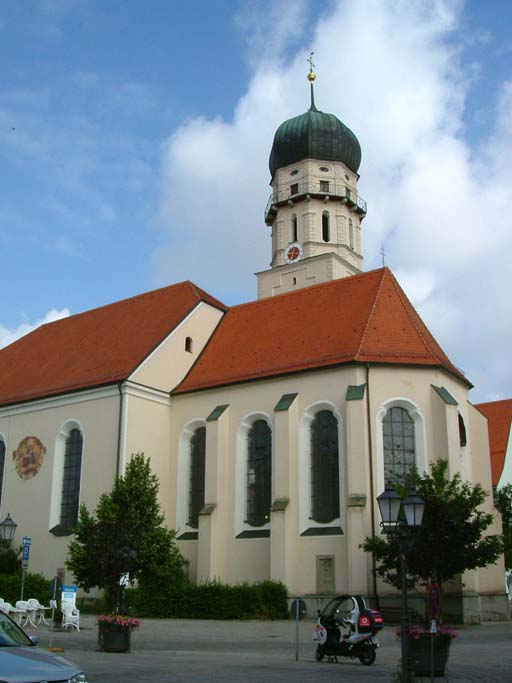
Église de l'Assomption

## Politique

### Maire
Le bourgmestre est depuis le premier mai 2008 Karl-Heinz Gerbl (SPD)

### Conseil municipal
- CSU : 9 sièges
- SPD : 8 sièges
- Liste locale : 5 sièges
- Liste alternative écologiste : 2 sièges.

### Jumelages
- Colmar (France) depuis 1962
- Lucques (Italie) depuis 1962
- Saint-Nicolas (Flandre-Orientale) (Belgique) depuis 1962
- Abingdon (Royaume-Uni) depuis 1970
- Gogolin (Pologne) depuis 1996